# Jaffuela chilensis
Jaffuela chilensis är en svampart som beskrevs av Speg. 1921. Jaffuela chilensis ingår i släktet Jaffuela och familjen Dothioraceae.   Inga underarter finns listade i Catalogue of Life.